# Bishop to the Forces
Der Bishop of the Forces, Bischof für die Streitkräfte, ist für die Betreuung der anglikanischen Gläubigen in den Britischen Streitkräften zuständig. Da eigentlich der Erzbischof von Canterbury für die Streitkräfte zuständig ist, lautet sein vollständiger Titel The Archbishop of Canterbury’s Episcopal Representative to the Armed Forces, „Der bischöfliche Vertreter des Erzbischofs von Canterbury für die Streitkräfte“. Hauptgrund für das Amt sind die zahlreichen anderen Aufgaben des Erzbischofs von Canterbury. Der Bishop to the Forces ist immer Mitglied des House of Bishops und daraus folgend der General Synod. Von 2014 bis 2021 wurde diese Tatsache genutzt, um dem Bishop at Lambeth, dem bischöflichen Stabschef des Erzbischofs von Canterbury, einen Sitz in beiden Gremien zu geben.
Der Titel des römisch-katholischen Militärbischofs lautet Bishop of the Forces. Normalerweise wird dieser, um Verwechslungen zu vermeiden, mit „The Roman Catholic Bishop of the Forces“ angesprochen.

## Liste der Bischöfe
| Bishops to the Forces | Bishops to the Forces | Bishops to the Forces | Bishops to the Forces                                          |
| Von                   | Bis                   | Amtsinhaber           | Anmerkung                                                      |
| --------------------- | --------------------- | --------------------- | -------------------------------------------------------------- |
| 1948                  | 1956                  | Cuthbert Bardsley     | Auch Bischof von Croydon; wurde später Bischof von Coventry.   |
| 1956                  | 1966                  | Stanley Betts         | Auch Bischof von Maidstone; wurde später Dekan of Rochester.   |
| 1966                  | 1975                  | John Hughes           | Auch Bischof von Croydon.                                      |
| 1977                  | 1984                  | Stuart Snell          | Auch Bischof von Croydon.                                      |
| 1985                  | 1990                  | Ronald Gordon         | Auch Bischof in Lambeth.                                       |
| 1990                  | 1992                  | David Smith           | Auch Bischof von Maidstone; wurde später Bischof von Bradford. |
| 1992                  | 2001                  | John Kirkham          | Auch Bischof von Sherborne.                                    |
| 2001                  | 2009                  | David Conner          | Auch Dekan of Windsor.                                         |
| 2009                  | 2014                  | Stephen Venner        | Auch Bischof von Dover und Bischof für die Falklandinseln.     |
| 9. Juli 2014          | 2017                  | Nigel Stock           | Auch Bischof in Lambeth und Bischof für die Falklandinseln     |
| 6. September 2017     | 2021                  | Tim Thornton          | Auch Bischof in Lambeth und Bischof für die Falklandinseln     |
| 20. September 2021    |                       | Hugh Nelson           | Auch Bischof von St Germans                                    |